# ستيف سيمز (ملاكم)
ستيف سيمز (بالإنجليزية: Steve Sims)‏ (10 أكتوبر 1958 بنيوبورت في المملكة المتحدة - ) هو ملاكم بريطاني، صنّف ضمن فئة وزن الريشة ‏ ووزن الريشة السوبر ‏.

## إحصائيات
خاض خلال مسيرته 29 نزالا، فاز في 14 وتعادل في 1 وخسر في 14. فاز بالضربة القاضية في 4 نزالات.

## روابط خارجية
- ستيف سيمز على موقع بوكس ريك (الإنجليزية) (registration required)